# Siedlungswasserwirtschaft
Die Siedlungswasserwirtschaft ist ein Teilgebiet der Wasserwirtschaft und organisiert den Umgang mit Trinkwasser, Betriebswasser, Abwasser und Niederschlagswasser im Umfeld von Siedlungen. Sie ist in Deutschland, Österreich und der Schweiz von ihrer Wissensbasis her überwiegend dem Bauingenieurwesen zugeordnet.

## Wasserver- und -entsorgung
Die Trink- und Brauchwasserversorgung untergliedert sich technisch in die Wassergewinnung, die Wasseraufbereitung, die Wasserspeicherung, die Wasserförderung und die Wasserverteilung.
Die Abwasserentsorgung untergliedert sich in die Abwasserableitung, die Abwasserbehandlung und auch die Klärschlammbehandlung einschließlich der Entsorgung der angefallenen Reststoffe.
Herkömmlich waren der Frischwasser- und der Abwasserbereich voneinander getrennt. Zunehmend wird, auch bedingt durch die Weiterentwicklung in der Aufbereitungstechnologie (vgl. Nanofiltration) und die Diskussion um Ecosan-Systeme erkannt, dass auch aufbereitetes Abwasser eine Wasserressource, insbesondere für die Verwendung als Betriebswasser, sein kann.

## Regenwasserbewirtschaftung
Die Regenwasserbewirtschaftung war lange Zeit das umstrittenste Teilgebiet der Siedlungswasserwirtschaft. Starker Regen kann auch in Industriestaaten zu Überschwemmungen führen. Um deren Auswirkungen auf Infrastruktur und das öffentliche Leben zu minimieren, wurden zum Teil aufwendige und kostspielige Niederschlagsentwässerungsanlagen errichtet. Dadurch kann das Regenwasser schneller und in größeren Mengen in die Vorfluter gelangen und die Hochwassergefahr bei den Unterliegern steigen.
Eine bewährte Gegenmaßnahme zur großflächigen Flächenversiegelung ist die Entsiegelung. Darunter versteht man den Verzicht auf die Ableitung von Regenwasser, das stattdessen an Ort und Stelle versickert wird. Diese Strategie eignet sich im Rahmen von Neubaumaßnahmen und setzt einen wasserdurchlässigen Untergrund und einen hinreichenden Abstand zum Grundwasserspiegel voraus.

## Organisation, Preisfindung und Wirtschaftlichkeit
Über 90 Prozent der Trinkwasser- und Abwasserunternehmen weltweit sind in öffentlichem Eigentum. In den 1990er-Jahren fand eine Welle der Beteiligung der Privatwirtschaft in der Siedlungswasserwirtschaft statt, beginnend in England und danach auf zahlreiche Entwicklungsländer übergreifend. Inzwischen ist diese Welle weitgehend abgeflacht. Die Beteiligung der Privatwirtschaft hat Vor- und Nachteile.
Der Theorie nach können Privateigentum und Marktwirtschaft für mehr Effizienz bei der Güterherstellung sorgen, also für mehr Nutzen bei weniger Aufwand. Problematisch ist jedoch, dass Wirtschaftsgüter, deren Bereitstellung auf der Nutzung einer kostspieligen Netzinfrastruktur beruht, ein natürliches Monopol darstellen. Ein in der Siedlungswasserwirtschaft tätiges Unternehmen könnte daher theoretisch bei fehlender staatlicher Kontrolle seinen Profit dank fehlender Konkurrenz durch Monopolpreise maximieren.
Die ökonomische Regulierung von Monopolbetrieben durch unabhängige Regulierungsbehörden wird in England und Wales praktiziert, um die Produktionskosten auf effizientem Niveau und den Unternehmensgewinn auf dem Branchenrisiko angemessenem Niveau zu halten. Dort werden Preisanpassungen beispielsweise für Fünfjahreszeiträume von der Regulierungsbehörde OFWAT vorgegeben.